# Y-Stand (gymnastik)
Y-Stand er en gymnastisk øvelse, hvor man tager det ene ben næsten helt op til sig, og holder det i strakt arm. Denne øvelse kræver stor smidighed og gode muskler. 
Når man laver Y-Stand, skal man stå lige op. Herefter løfter man foden en lille smule op, derefter tager man sin hånd, tager om foden, hvorefter man løfter benet næsten op til sig.